# Dysfori
Dysfori (från grekiskans δύσφορος, dysphoros, av δυσ-, "svår", och φέρειν, "att bära") avser en känsla av olust eller ledsamhet. Känslan kan vara ett symptom på depression, ångest, likgiltighet eller missnöjdhet. Det kan också vara en normal reaktion orsakad av exempelvis sömnbrist. Motsatsen är eufori.